# ایهور لوچ
ایهور لوچ (اوکراینی: Ігор Валерійович Лучкевич؛ زادهٔ ۱۹ نوامبر ۱۹۷۳) بازیکن فوتبال اهل اتحاد جماهیر شوروی سوسیالیستی است.
از باشگاه‌هایی که در آن بازی کرده‌است می‌توان به باشگاه فوتبال متالورگ زاپروژیا، باشگاه فوتبال کارپاتی لویو، باشگاه فوتبال متالورگ دونتسک، و باشگاه فوتبال تاوریا سیمفروپول اشاره کرد.
وی همچنین در تیم‌های ملی فوتبال زیر ۲۱ سال اوکراین و اوکراین بازی کرده‌است.